# ألبرت فريدريش شبير
ألبرت فريدريش شبير (بالألمانية: Albert Friedrich Speer)‏ (و. 1863 – 1947 م) هو مهندس معماري ألماني، ولد في دورتموند، توفي في هايدلبرغ، عن عمر يناهز 84 عاماً.

## التعليم
تعلم في جامعة هومبولت في برلين، وتعلم في جامعة لودفيغ ماكسيميليان في ميونخ
.